# Чобаноглу, Шахвалад
Шахвалад Чобаноглу (азерб. Şahvələd Çobanoğlu; род. 1969, Джиль, Красносельский район) — азербайджанский журналист, редактор и публицист.

## Биография
Окончил факультет журналистики Бакинского государственного университета. Работал в газетах 7 gün, Azərbaycan — журналистом, Hürriyyət, Günaydın — редактором, Gündəlik Azərbaycan — главным редактором.
В 2010 получил премию имени Герда Буцериуса «Свободная пресса Восточной Европы» (Gerd Bucerius-Förderpreis Freie Presse Osteuropas) в размере 10000 евро. Номинировали журналиста: Азер Ахмедов, Azadliq и  Натиг Джавадлы.